# Плотинне
Плоти́нне (до 1945 року — Гавр, крим. Ğavr) — село в Україні, у Бахчисарайському районі Автономної Республіки Крим. Підпорядковане Зеленівській сільській раді. Розташоване на півдні району.
Відстань від райцентру до населеного пункта становить 20 кілометрів по прямій.